# Cosești
Cosești – wieś w Rumunii, w okręgu Hunedoara, w gminie Lăpugiu de Jos. W 2011 roku liczyła 93 mieszkańców.